# Вапнякова коричнева глина
Вапнякова коричнева глина, Terra fusca (від лат. terra, земля, земля і fuscus, коричневий), також називається вапнякова коричнева глина, є типом ґрунту, який розвивається на підґрунті, виготовленому з вапняку або гіпсу. Це пластичний, багатий глиною і щільний ґрунт, який утворюється в результаті накопичення залишків розчину з рендзини, створеної вапняним або гіпсовим розчином.

## Інтернет-ресурси
- Michael Schmidt, Alexander Heim: GEO 211.2 Bodengeographie. Skript zur Vorlesung, Geographisches Institut Universität Zürich (PDF; 9,48 MB)